# گافارگاون
گافارگاون (به لاتین: Gafargaon) یک منطقهٔ مسکونی در بنگلادش است که در ناحیه میمن‌سینگ واقع شده‌است. گافارگاون ۴۰۱٫۱۶ کیلومتر مربع مساحت و ۴۳۰٬۷۴۶ نفر جمعیت دارد.